# Старомарьевский сельсовет
Старома́рьевский сельсове́т — упразднённое сельское поселение в составе Грачёвского района Ставропольского края России.

## География
Находится в западной части Грачёвского района.

## История
С 16 марта 2020 года, в соответствии с Законом Ставропольского края от 31 января 2020 г. № 6-кз, все муниципальные образования Грачёвского муниципального района были преобразованы путём их объединения в единое муниципальное образование Грачёвский муниципальный округ.

## Население
| 1989  | 2002  | 2010  | 2011  | 2012  | 2013  | 2014  |
| ----- | ----- | ----- | ----- | ----- | ----- | ----- |
| 5067  | ↗6084 | ↗6359 | ↘6355 | ↗6478 | ↗6539 | ↗6685 |
| 2015  | 2016  | 2017  | 2018  | 2019  | 2020  |       |
| ↗6776 | ↗6871 | ↗6937 | ↗6985 | ↗6989 | ↘6881 |       |

### Национальный состав
По итогам переписи населения 2010 года проживали следующие национальности (национальности менее 1 %, см. в сноске к строке "Другие"):
| Национальность | Численность | Процент |
| -------------- | ----------- | ------- |
| Русские        | 4334        | 68,16   |
| Армяне         | 1319        | 20,74   |
| Даргинцы       | 174         | 2,74    |
| Чеченцы        | 121         | 1,90    |
| Лезгины        | 106         | 1,67    |
| Аварцы         | 94          | 1,48    |
| Другие         | 211         | 3,32    |
| Итого          | 6359        | 100,00  |

## Состав сельского поселения
| № | Населённый пункт | Тип населённого пункта       | Население |
| - | ---------------- | ---------------------------- | --------- |
| 1 | Кизилов          | хутор                        | ↘200      |
| 2 | Старомарьевка    | село, административный центр | ↗6889     |

## Местное самоуправление
- Совет депутатов сельского поселения Старомарьевский сельсовет, состоит из 13 депутатов, избираемых на муниципальных выборах по одномандатным избирательным округам сроком на 5 лет
- Администрация сельского поселения Старомарьевский сельсовет

Председатели совета депутатов
Главы администрации
- c 8 октября 2006 года — Козлов Алексей Михайлович, глава поселения

## Инфраструктура
- Дом культуры
- Амбулатория[19]
- Сбербанк, Доп.офис № 1859/06007
- Старомарьевская контейнерная станция ПРР 527101(код станции)
- Трасса для вейкборда[20]

## Образование
- Детский сад № 12
- Средняя общеобразовательная школа № 7
- Районная станция юных техников

## Русская православная церковь
- Храм Покрова Божией Матери[21]

## Эпидемиология
- Находится в местности, отнесенной к активным природным очагам туляремии[22]

## Памятники
- Братская могила воинов, погибших в боях с белогвардейцами. 1918—1920, 1946 г.[23]
- Могила пионера В. Ковешникова, погибшего в борьбе с фашистами[24]
- Место расстрела фашистами В. Кавешникова. 1943, 1968 гг.[25]
- Братская могила советских воинов, погибших в боях с немецко-фашистскими захватчиками. 1942—1943, 1958 года[26]
- Братская могила жертв фашистского террора. 1942—1943, 1944 года[27]
- Памятник красным партизанам, погибшим в годы гражданской войны. 1958 год[28]
- Братская могила жертв белогвардейского террора. 1919, 1926 гг.[29]